# Oroqenisches Autonomes Banner

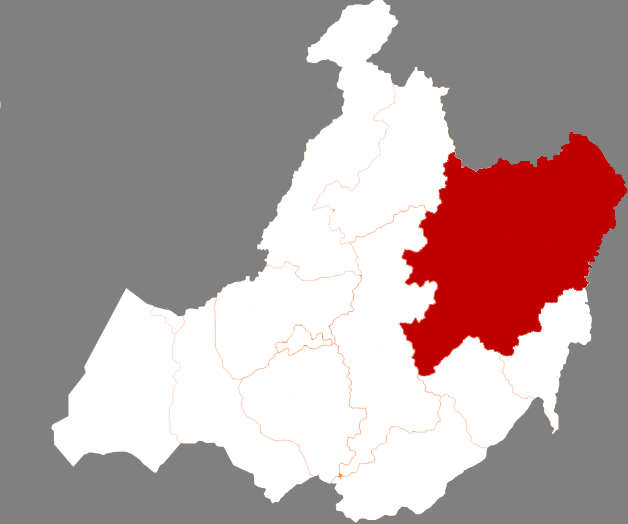
Lage des Oroqenischen Autonomen Banners in Hulun Buir

Das Oroqenische Autonome Banner (chinesisch 鄂伦春自治旗, Pinyin Èlúnchūn Zìzhìqí; mongolisch ᠣᠷᠴᠣᠨ ᠤ ᠥᠪᠡᠷᠲᠡᠭᠡᠨ ᠵᠠᠰᠠᠬᠤ ᠬᠣᠰᠢᠭᠤ Orčon-u öbertegen jasaqu qosiɣu) ist ein Banner der bezirksfreien Stadt Hulun Buir im äußersten Nordosten des Autonomen Gebietes Innere Mongolei der Volksrepublik China. Es hat eine Fläche von 60.378 km² (nach anderen Angaben nur 59.800 km²) und zählt ca. 280.000 Einwohner (Ende 2004).
Beim Zensus im Jahr 2000 wurden noch 292.097 Einwohner gezählt, d. h. die Bevölkerungsdichte müsste bei 4,84 Einw./km² liegen. Da aber in Wirklichkeit die Unterbezirke Songling und Jiagedaqi mit 17.386 km² der Bannerfläche vom Regierungsbezirk Großes Hinggan-Gebirge der Provinz Heilongjiang verwaltet und die auf dieser Fläche lebenden Einwohner nicht als Einwohner des Autonomen Banners, sondern als Einwohner des Regierungsbezirks gezählt werden, liegt die tatsächliche Bevölkerungsdichte bei 6,79 Einw./km².
Die wichtigsten Gruppen der Oroqen im Autonomen Banner, in dem allein ca. 60 % der Oroqen der Inneren Mongolei leben, sind die Gan-Oroqen (Großgemeinden Ganhe und Ulubutie), die Duobukur-Oroqen (Gemeinde Guli) und die Nuomin-Oroqen (Gemeinde Tuozhamin). Zur Unterscheidung werden die verschiedenen Stämme nach den Flüssen benannt, an denen sie sich vorwiegend aufhalten. Nennenswerte Populationen gibt es daneben noch in Zalantun (ca. 7 % der innermongolischen Oroqen) und im Autonomen Banner Morin Dawa der Daur (über 10 %).

## Administrative Gliederung
Auf Gemeindeebene setzt sich das Oroqenische Autonome Banner aus acht Großgemeinden, zwei Gemeinden, sechs Staatsfarmen und neun Forstbüros zusammen. Diese sind:
| Großgemeinde Alihe (阿里河镇), Hauptort, Sitz der Bannerregierung; Großgemeinde Dayangshu (大杨树镇); Großgemeinde Ganhe (甘河镇); Großgemeinde Jiwen (吉文镇); Großgemeinde Keyihe (克一河镇); Großgemeinde Nuomin (诺敏镇); Großgemeinde Ulubutie (乌鲁布铁镇); Großgemeinde Yili (宜里镇); Gemeinde Guli (古里乡); Gemeinde Tuozhamin (托扎敏乡); Staatsfarm Dongfanghong (东方红农场); Staatsfarm Guli (古里农场); Staatsfarm Nuominhe (诺敏河农场); | Staatsfarm Oukenhe (欧肯河农场) Staatsfarm Yili (宜里农场); Staatsfarm Zalaihe (扎赉河农场); Forstbüro Alihe (阿里河林业局) Forstbüro Bilar (毕拉河林业局); Forstbüro Dayangshu (大杨树林业局); Forstbüro Ganhe (甘河林业局); Forstbüro Huder (库都尔林业局); Forstbüro Ih Tolhe (伊图里河林业局); Forstbüro Jiwen (吉文林业局); Forstbüro Keyihe (克一河林业局); Forstbüro Urqihan (乌尔其汗林业局). |

Hinzu kommen zwei Unterbezirke, die vom Regierungsbezirk Großes Hinggan-Gebirge der Provinz Heilongjiang verwaltet werden:
- Unterbezirk Jiagedaqi (加格达奇区);
- Unterbezirk Songling (松岭地区).

## Ethnische Gliederung der Bevölkerung des Oroqenischen Autonomen Banners (2000)
| Name des Volkes | Einwohner | Anteil  |
| --------------- | --------- | ------- |
| Han             | 257.861   | 88,28 % |
| Mongolen        | 12.045    | 4,12 %  |
| Mandschu        | 8.743     | 2,99 %  |
| Daur            | 6.379     | 2,18 %  |
| Ewenken         | 3.155     | 1,08 %  |
| Oroqen          | 2.050     | 0,7 %   |
| Hui             | 1.038     | 0,36 %  |
| Koreaner        | 633       | 0,22 %  |
| Xibe            | 54        | 0,02 %  |
| Russen          | 37        | 0,01 %  |
| Sonstige        | 102       | 0,04 %  |